# Kaj Birket-Smith
Kaj Birket-Smith (1893-1977) fou un filòleg danès. Es doctorà en lingüística a la Universitat de Pennsilvània el 1937. S'especialitzà a estudiar els costums i la llengua dels inuits i dels eyaks després de l'expedició que va dirigir Knud Rasmussen per Alaska i el nord del Canadà (Thuleekspedition) el 1921-1924. El 1940 fou nomenat cap de l'Etnografisk Samling (Societat d'Etnografia).

## Obres
- Skrælingerne i Vinland og eskimoernes sydost-grænse (1918)
- Eskimoerne (Els esquimals, 1927)
- Some Ancient Artefacts from the Eastern United States a Journal de la Société des Américanistes, 12-13, 1920-1921
- Ethnography of the Egedesminde District. Meddelelser om Grønland, Vol. 66. København 1924
- Kulturens veje I-II (1941-1942)
- Tomahawk, kølle og pibe fra irokeserne. Danmarks Nationalmuseum. Red. Aage Roussell. København 1957.
- A Tomahawk, a Club and a Pipe of the Iroquois. The National Museum of Denmark. Ed. Aage Roussell. Copenhagel 1957.